# 杭帮菜
杭帮菜是指发源或兴盛于杭州的菜肴名食。杭州菜系是中国八大菜系之一——浙菜中最主要的一支，从1980年代末起開始形成独立的菜系。杭帮菜讲究原汁原味，选料精细，兼顾时令，行厨有序，造型精致，且色、香、味俱全。杭帮菜的特点是“轻淡适中，选料精细，因令时鲜，多元趋新”。

## 历史
2012年3月20日，中国杭帮菜博物馆（凤凰山路9号）正式开馆，总建筑面积为13000平方米。该馆集杭帮菜展示、体验、培训和经营于一体，由专业展陈馆、钱塘厨房、杭州味道和东坡阁四大区域组成。
2016年9月4日晚上，2016年二十国集团杭州峰会欢迎晚宴在西子宾馆举行，当日的晚宴提供的菜品以杭帮菜为主，有松子鳜鱼、龙井虾仁、东坡牛排等。

## 杭州名菜

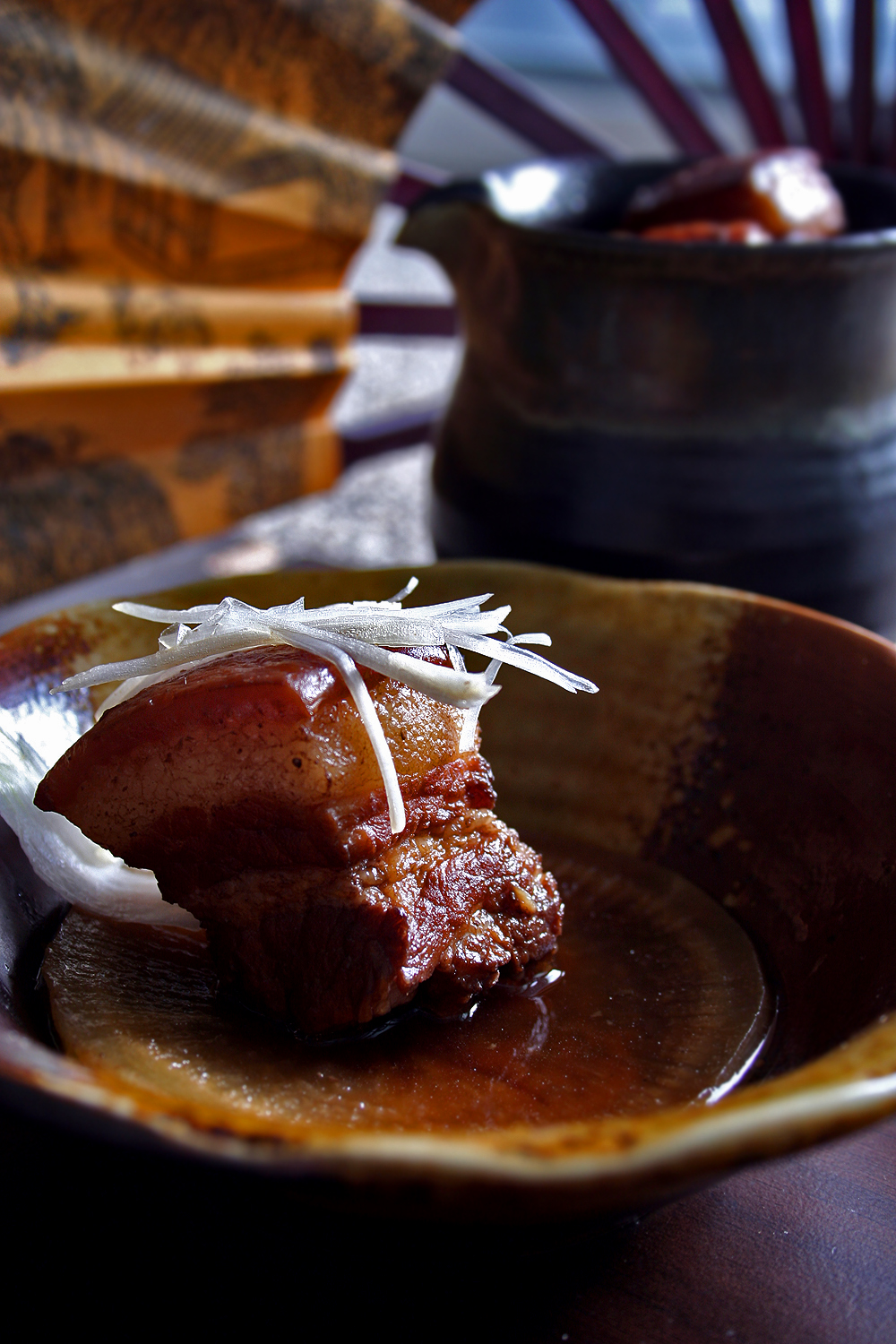
东坡肉

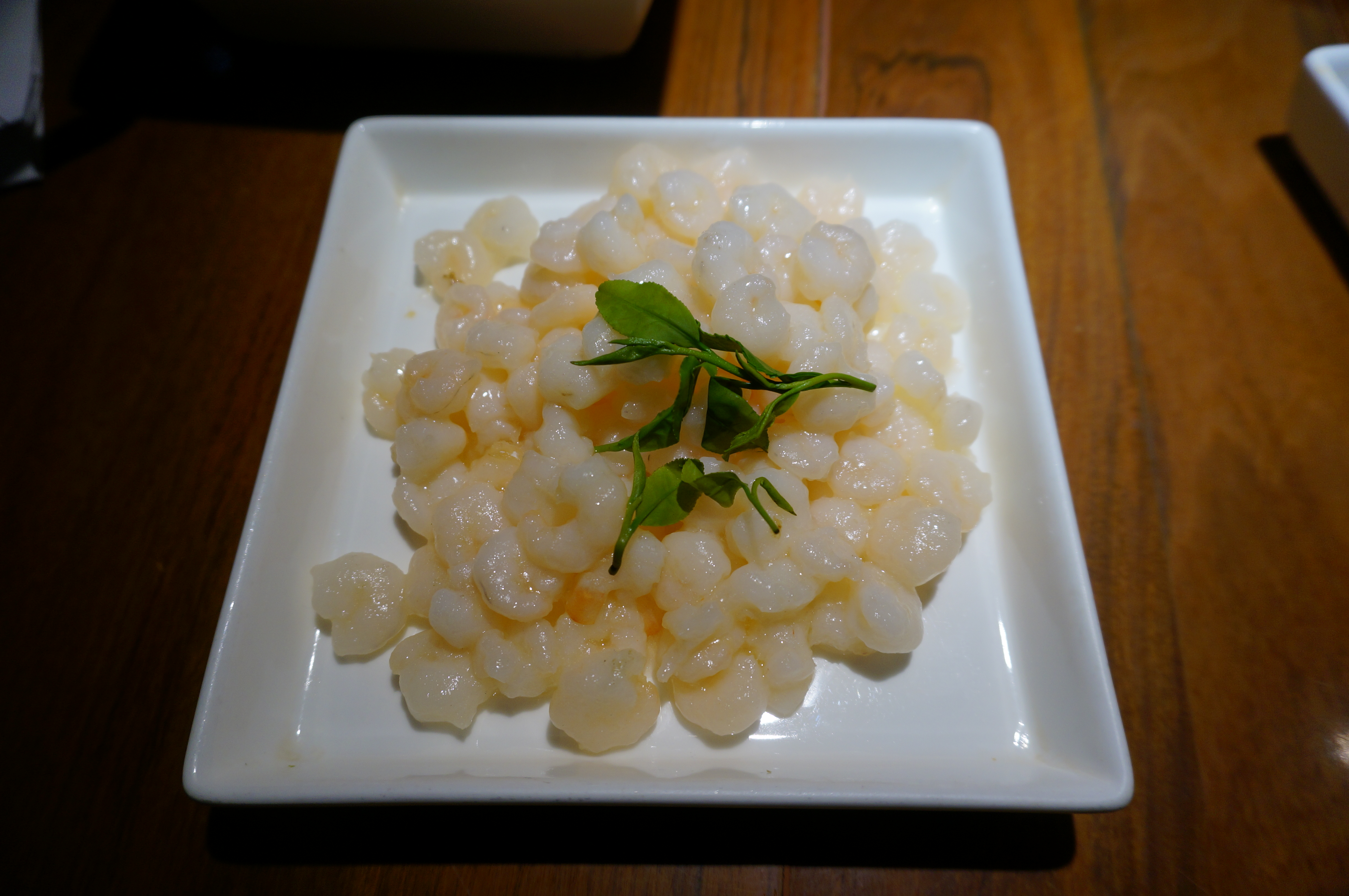
龙井虾仁

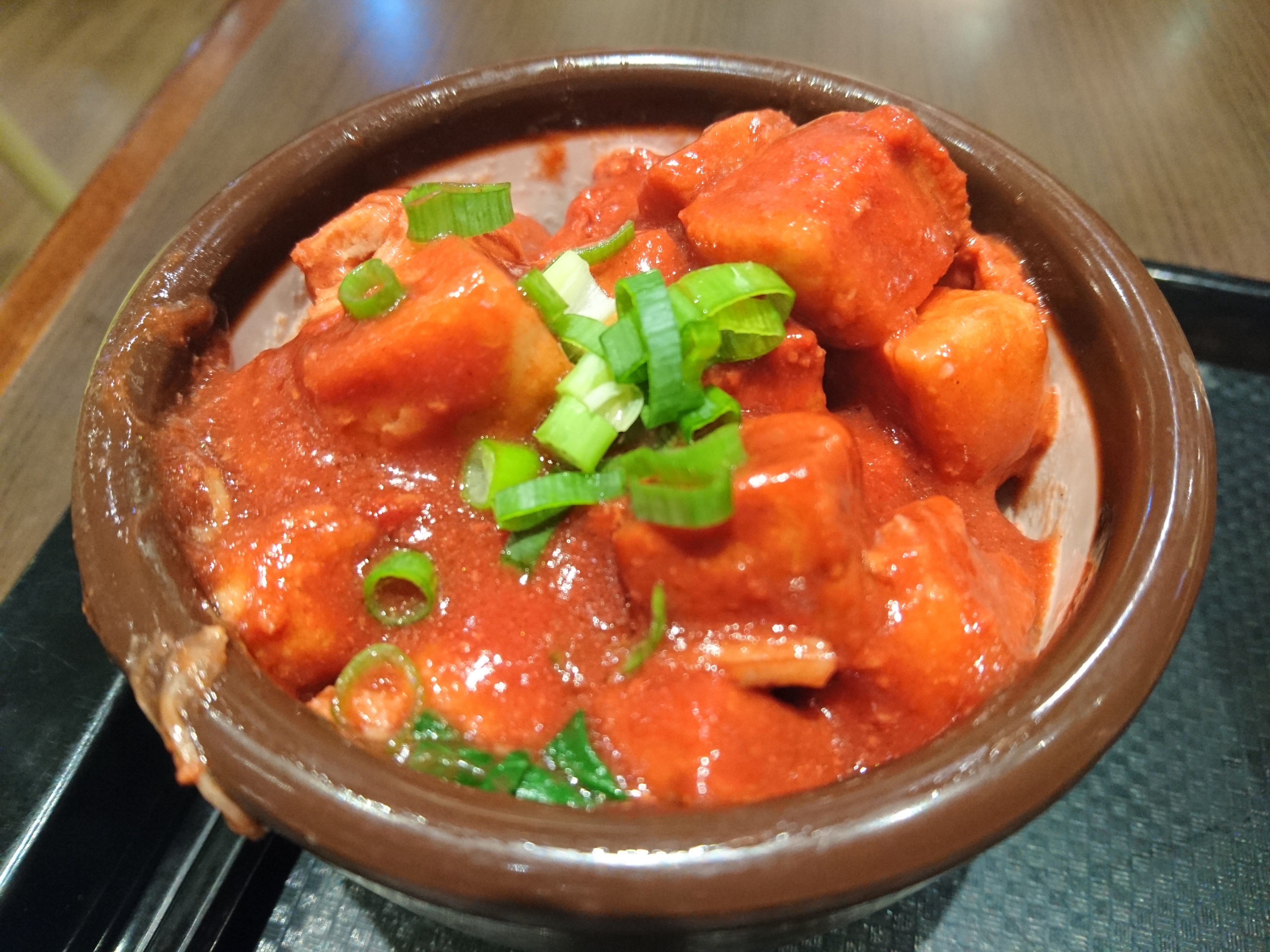
南乳肉

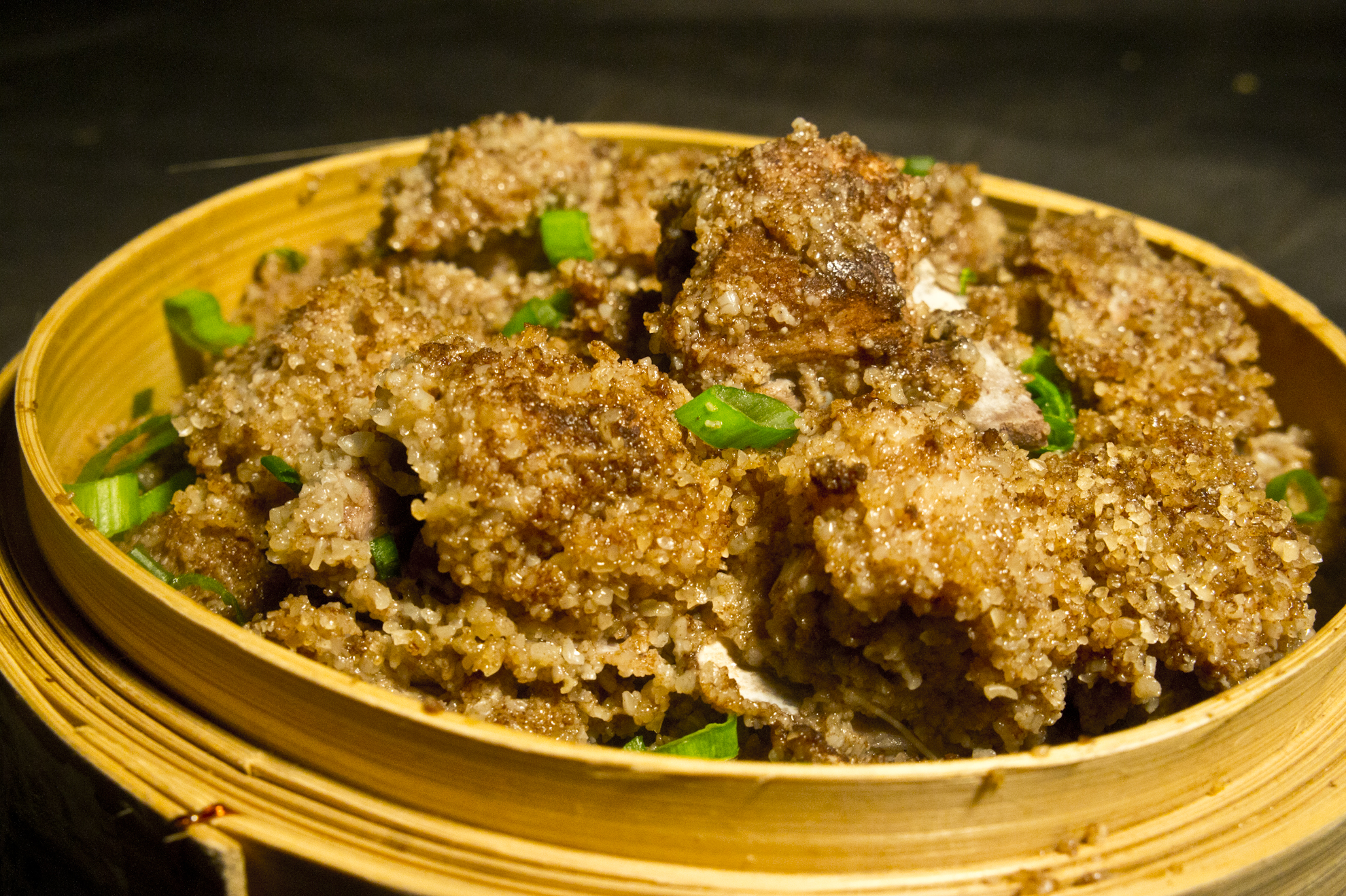
粉蒸肉

1956年浙江省认定的36个杭州名菜如下：
- 油焖春笋
- 龙井虾仁
- 清汤鱼圆
- 西湖莼菜汤
- 蜜汁火方
- 生爆鳝片
- 东坡肉
- 虾子冬笋
- 火腿蚕豆
- 西湖醋鱼
- 八宝童鸡
- 叫化童子鸡
- 干炸响铃
- 杭州酱鸭
- 排南
- 栗子炒子鸡
- 鱼头豆腐
- 红烧卷鸡
- 糟鸡
- 火踵神仙鸭
- 春笋步鱼
- 清蒸鲥鱼
- 栗子冬菇
- 荷叶粉蒸肉
- 百鸟朝凤
- 南肉春笋
- 鱼头浓汤
- 一品南乳肉
- 杭州卤鸭
- 火蒙鞭笋
- 咸件儿
- 蛤蜊汆鲫鱼
- 糟烩鞭笋
- 糟青鱼干
- 油爆虾
- 番茄虾仁锅巴

## 特色名菜
- 西湖醋鱼
- 东坡肉
- 叫化鸡
- 龙井虾仁
- 老鸭煲
- 宋嫂鱼羹
- 乾炸响铃
- 西湖莼菜羹

## 小吃

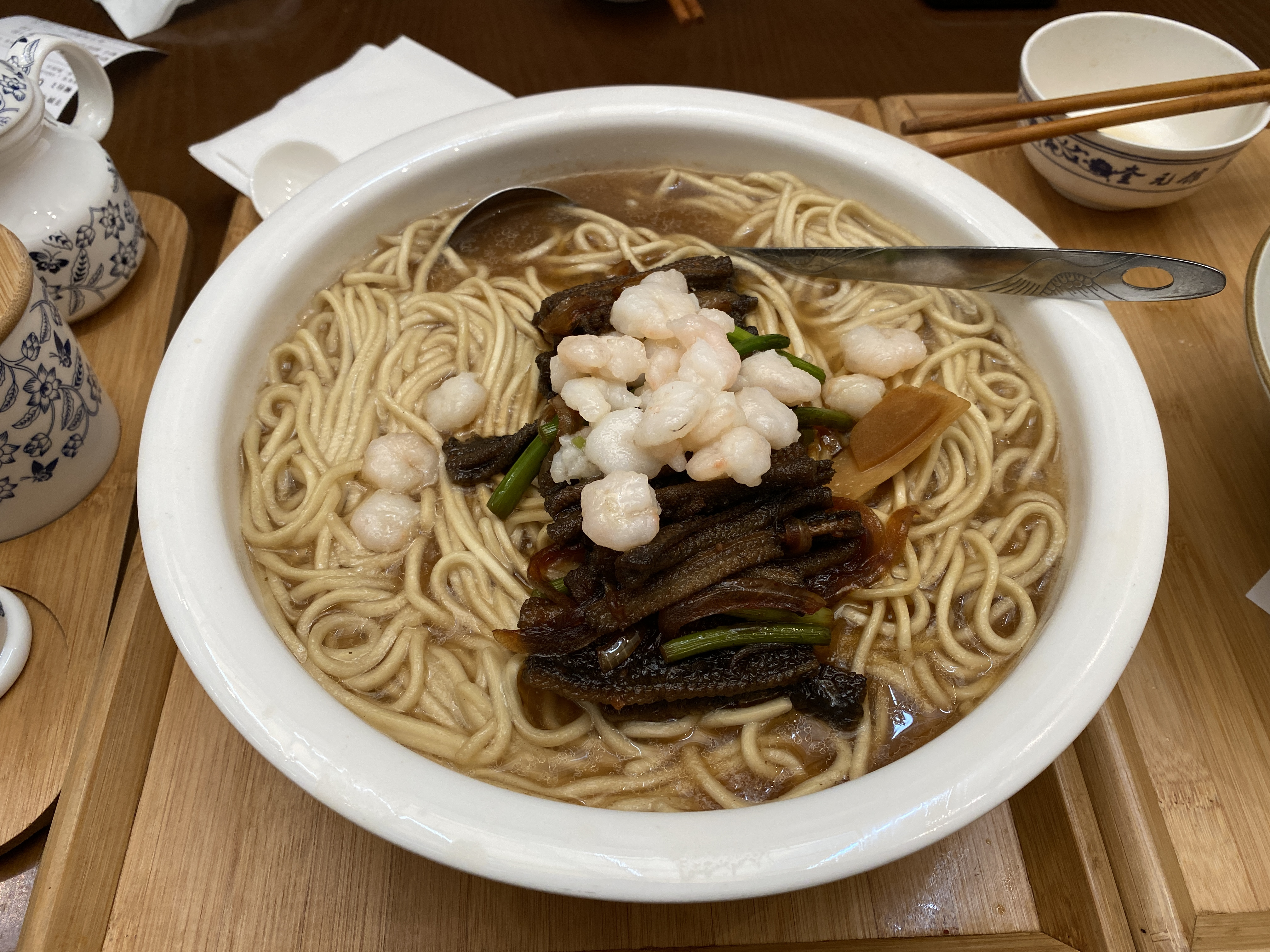
奎元馆招牌 - 虾爆鳝面

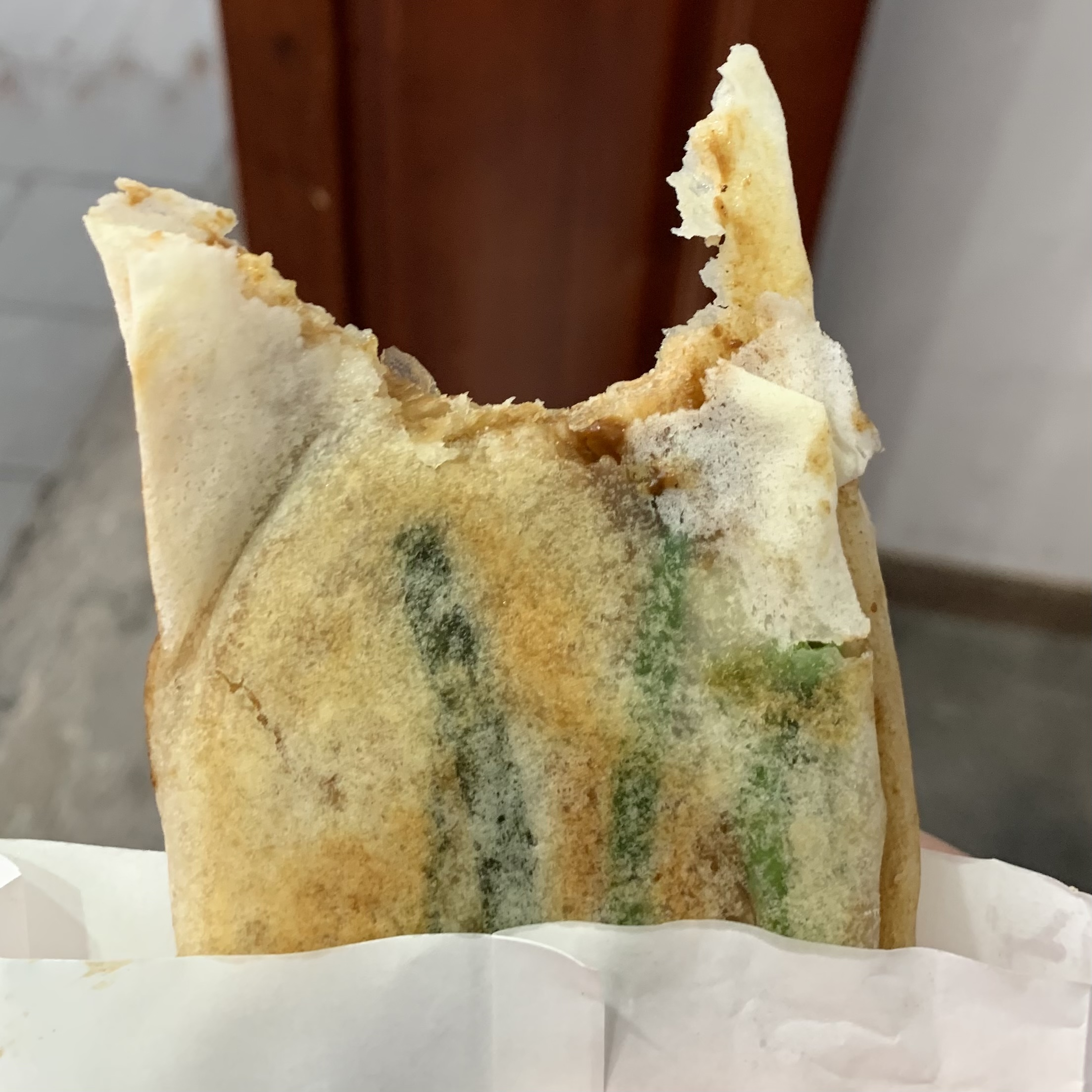
纸袋中的一副葱包桧。图片中的葱包桧仅被部分展示且已被咬过一口，正常形状为长方形。

杭州特色小吃有：
- 小鸡酥
- 榴莲酥
- 雀巢鸟窝
- 麻球王
- 港汇笋尖虾皇饺
- 南宋定胜糕
- 豆沙包
- 天下第一包
- 木瓜酥
- 慧娟火腿笋干老鸭面
- 香炸雪梨
- 片儿川面
- 酥皮芋蓉盅
- 泥蒜炒年糕
- 陈生记过桥米线
- 腊味煲仔饭
- 彩虹水晶球
- 西湖蜜皇彩花
- 奶黄雪梨果
- 金牌胡萝卜
- 蟹黄小汤包
- 核桃冻
- 葱包桧儿
- 餐包
- 三丝面疙瘩
- 水晶翡翠饺
- 杭式榴莲酥
- 脆皮马蹄糕
- 豆香麻糍
- 空心南瓜饼
- 刘家玉米香油茶
- 九姓团圆
- 杏仁薄脆
- 香菠血糯饭
- 明良生煎包
- 大华酥饼
- 太子麦蕉
- 贵妃松花饼
- 红烧牛肉面
- 虾爆鳝面

## 名店
- 知味观
- 楼外楼
- 奎元馆
- 张生记
- 天香楼
- 新丰小吃
- 新白鹿
- 外婆家